# Symphonie no 3 de Taneïev
Pour les articles homonymes, voir Symphonie no 3.
La symphonie en ré mineur est la troisième, sur quatre, écrite par Sergueï Taneïev en 1884.
Elle est postérieure de près de six ans à sa seconde symphonie, restée inachevée et est contemporaine de l'écriture de son opéra Oresteïa. Comme ses deux premières symphonies, Taneïev n'en autorise pas la publication de son vivant, ne lui donnant pas de numéro d'opus. 
L'œuvre est dédiée à Anton Arensky, un collègue et ami de Taneïev. Elle a été créée en 1885 à Moscou sous la direction du compositeur.

## Structure
Elle comporte quatre mouvements et son exécution demande environ trois-quarts d'heure. 
1. Allegro con spirito
2. Scherzo : Allegro vivace alla marcia
3. Intermezzo : Andantino grazioso
4. Finale : Allegro con brio